# Furcifer willsii
Furcifer willsii is een hagedis uit de familie kameleons (Chamaeleonidae). De soort is endemisch in Madagaskar en komt voor in de vochtige regenwouden in het oosten van het eiland.

## Naam en indeling
De soort werd voor het eerst als Chamaeleon willsii beschreven door de Britse zoöloog Albert Günther in 1890. Charles Klaver en Wolfgang Böhme plaatsten de kameleon in 1986 in het geslacht Furcifer. Aanvankelijk werd Furcifer petteri als een ondersoort beschouwd (F. w. petteri).

## Uiterlijke kenmerken
De relatief kleine Furcifer willsii is overwegend groen met witte en gele vlekken. Het mannetje heeft een benige kam op de kop, met twee hoornige uitsteeksels die naar voren wijzen. Bij sommige mannetjes is de kop- en rugkam bruin.

## Leefwijze
Furcifer willsii leeft in bomen en struiken in koelere, vochtige wouden, waar hij zich voedt met insecten. Het vrouwtje werpt een à tweemaal per jaar acht tot vijftien eieren. Een broedsel wordt bij een gemiddelde temperatuur van rond de 24 °C in vijf maanden uitgebroed. In de koudere maanden van juni tot september geraken veel dieren in een minder actieve toestand. Enkele dagen per week houden ze een korte winterslaap in een hol of onder dode bladeren.

## Verspreiding en leefgebied
Furcifer willsii heeft zijn verspreidingsgebied in de subtropische bossen en laaglandbossen in Oost-Madagaskar. Hier komt hij voor op 600 tot 1300 meter boven zeeniveau, in een gebied van naar schatting ruim 100.000 vierkante kilometer.

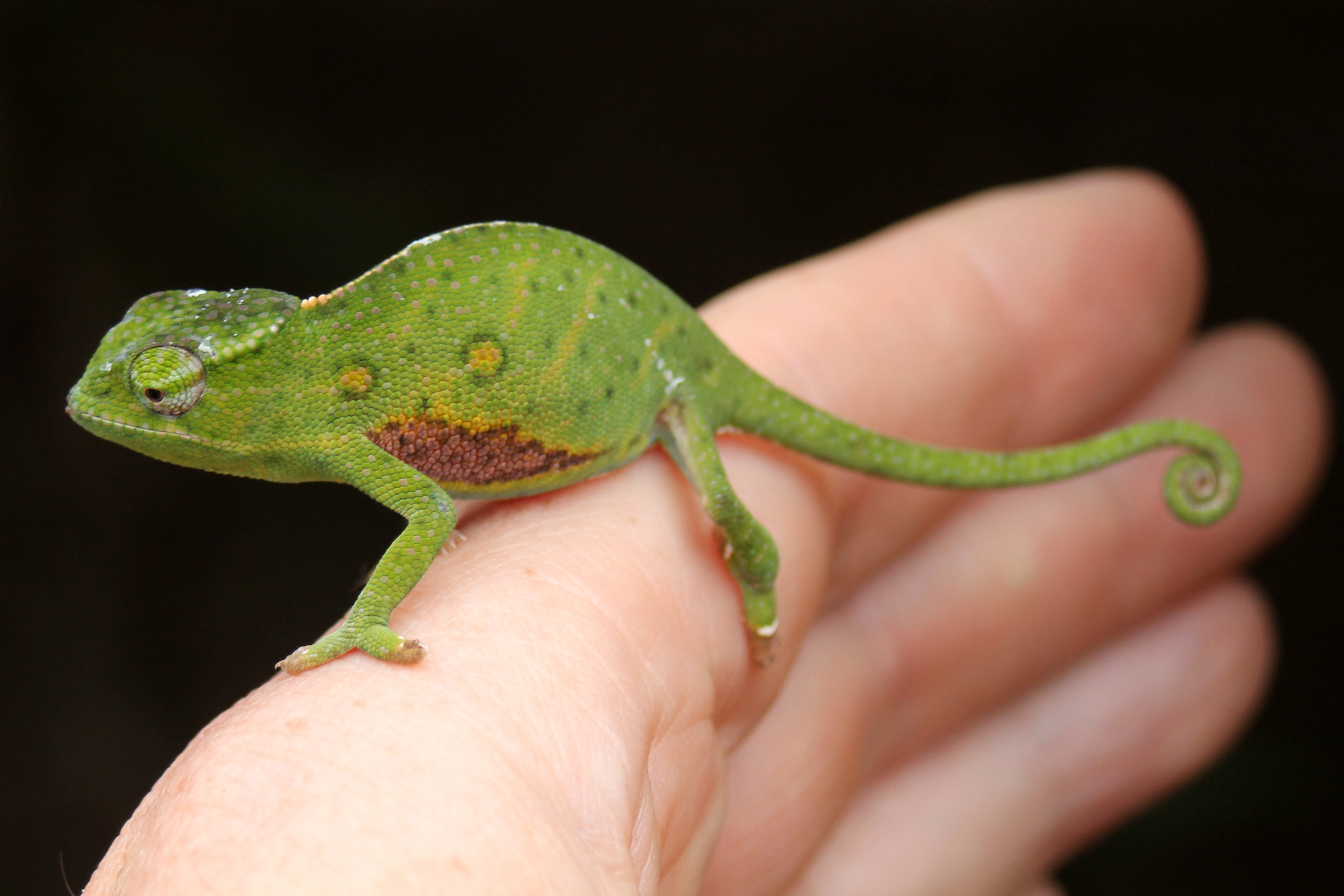
Jong vrouwtje in het Peyrieras Reptile Reserve, een kwekerij in Madagaskar waar endemische reptielen voor de uitzet worden gekweekt

### Beschermingsstatus
Furcifer willsii is wijdverbreid in zijn verspreidingsgebied en wordt beschermd in een aantal beschermde gebieden, waaronder het Nationaal park Andasibe Mantadia en mogelijk Nationaal park Ankarafantsika en Tsingy de Bemaraha. De soort lijkt goed te gedijen in versnipperde wouden. Op de lijst van CITES is hij opgenomen in Bijlage II, wat wil zeggen dat voor de handel een vergunning moet worden aangevraagd. Sinds 1995 is de export uit Madagaskar verboden. De soort staat als 'niet bedreigd' (LC of Least Concern) op de Rode Lijst van de IUCN, al lijkt de populatieomvang langzaam achteruit te gaan en vormt ontbossing een mogelijke bedreiging voor de toekomst.